# چارتایو
چارتایو (به لهستانی:  Czartajew) یک روستا در لهستان است که در گمینا شمیاتچه واقع شده‌است.